# Zacian
Zacian (Tiếng Nhật:ザシアン Zacian) là một Pokémon huyền thoại hệ Tiên được giới thiệu trong thế hệ VIII.
Mặc dù không biết nó có thể tiến hóa thành hay từ Pokémon nào khác, nhưng Zacian có dạng thứ hai được kích hoạt bằng cách đưa cho nó một thanh Gươm Rusted để giữ. Hình dạng ban đầu của nó, Anh hùng của nhiều trận chiến, sau đó sẽ trở thành Thanh kiếm được đăng quang hệ Tiên/Thép.
Zacian là linh vật trò chơi của Pokémon Sword, xuất hiện trên boxart dưới dạng Crowned Sword. Nó là thành viên của bộ đôi Anh hùng với Zamazenta.
Ở dạng Anh hùng của nhiều trận chiến, Zacian trông giống như một con sói lớn màu lục lam với đôi mắt màu vàng, đuôi màu hồng và những bím tóc màu hồng dọc theo cơ thể của nó. Trên lưng của nó có hai viền lông màu hồng. Các vết sẹo chiến đấu có thể nhìn thấy ở hai bên và một phần tai trái của nó bị mất; tai này được chữa lành khi nó ở dạng Thanh kiếm được đăng quang. Ở hình dạng Thanh kiếm được đăng quang, những tua lông trên lưng của nó trở thành áo giáp giống như cánh và các bím tóc của nó phát triển giống như dải ruy băng. Ngoài ra, đầu của nó được bao phủ bởi một chiếc mũ bảo hiểm màu vàng, và nó ngậm một thanh kiếm vàng được trang trí giống với màu sắc của Zacian.
Theo truyền thuyết, Zacian được cho là chị gái hoặc đối thủ của Zamazenta. Nó còn được gọi là Tiên Vương Kiếm bởi bạn bè và kẻ thù do nó có thể chặt bất cứ thứ gì trong một đòn đánh. Nó có thể tự biến mình thành một bức tượng để ngủ khi cần và có khả năng bay. Khi cùng với Zamazenta, nó có thể vô hiệu hóa sức mạnh của Eternatus, ngay cả trong trạng thái Eternamax của nó. Bằng cách hấp thụ các hạt kim loại trong đất, nó có thể thay đổi hình thức của nó. Nó cũng có thể tạo ra ảo ảnh bao gồm hình chiếu của chính nó ngay cả khi đang ngủ.
Zacian có thể tấn công một cách uyển chuyển, các động tác có thể làm say mê đối thủ của nó, điều này được so sánh với một điệu nhảy uyển chuyển. Thanh kiếm mà nó ngậm trong miệng có thể cắt xuyên bất cứ thứ gì có cạnh sắc nhọn có khả năng gây hại ngay cả lớp vảy dày của Pokémon hệ Rồng như thể chúng chỉ là tờ giấy. Khi Zacian chém đối thủ, nó di chuyển nhanh hơn chớp mắt, do đó những người bị thanh kiếm của nó đánh xuống sẽ không cảm thấy đau cho đến khi ngã xuống. Khi sử dụng chiêu thức đặc trưng của mình, nó có thể cắt đôi đại dương. Zacian có thể bọc thanh kiếm của mình khi không sử dụng bằng cách quấn nó bằng bờm.
Zacian là Pokémon duy nhất được biết đến có khả năng sử dụng Behemoth Blade.